# علی‌اصغر خبره‌زاده

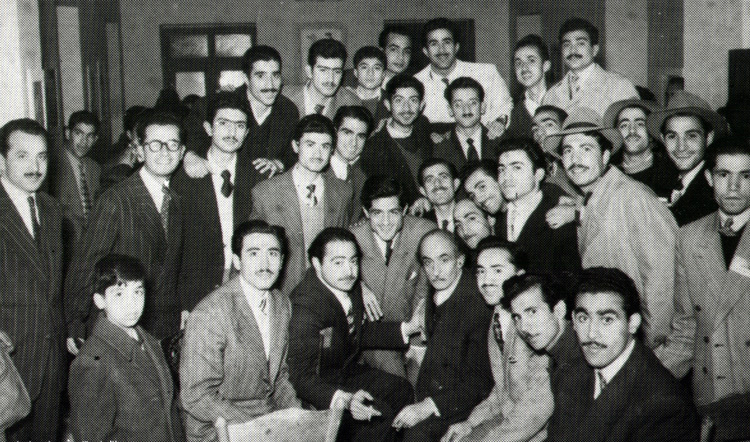
علی‌اصغر خبره‌زاده در کنار جلال آل‌احمد و نیما یوشیج و برخی دوستان

سید علی‌اصغر خبره‌زاده (۱۲ اسفند ۱۳۰۲ در طزرجان –۲۸ بهمن ۱۳۸۷ در تهران) مترجم ایرانی بود.

## زندگی‌نامه
۱۲ اسفند ۱۳۰۲ در روستای طزرجان در شهرستان تفت استان یزد متولد شد. وی پس از تحصیلات مقدماتی و متوسطه، وارد دانشسرای عالی تهران شد و در سال ۱۳۲۴ موفق به دریافت لیسانس ادبیات فارسی گردید. او در سال ۱۳۲۸ دکترای ادبیات خود را رشته زبان و ادبیات فارسی دریافت کرد. وی از محضر اساتیدی چون محمدتقی بهار، بدیع‌الزمان فروزانفر، علی‌اکبر سیاسی و علی‌اصغر حکمت بهره برد که اثری ژرف بر آینده فکری و کاری او برجای گذاردند.
خبره‌زاده در طول تحصیلات با دو زبان عربی و فرانسوی آشنا شد. در دورهٔ دانشجویی با جلال آل‌احمد دوستی حاصل کرد که تا مرگ جلال ادامه داشت. در سال ۱۳۲۷، به جرم عضویت در حزب تودۀ ایران و فعالیت‌های سیاسی به زابل تبعید شد. در آنجا به ترجمهٔ کتاب بیگانه اثر آلبر کامو پرداخت. این اولین ترجمهٔ او بود که با ویراستاری و تصحیح جلال آل‌احمد در ۱۳۲۸ به چاپ رسید.
خبره‌زاده در سال ۱۳۴۹ از طرف یونسکو مأموریت یافت برای مدت یک سال به ماداگاسکار برود و به مردم آن دیار سواد بیاموزد. خبره‌زاده چند کتاب تألیفی نیز دارد که از جملۀ آن‌ها می‌توان نثر فارسی در آیینه تاریخ در سه جلد، برگزیدۀ ادب فارسی، ادب و اندیشه و سخن و اندیشه را نام برد.
علی‌اصغر خبره‌زاده ۲۸ بهمن ۱۳۸۷ در تهران درگذشت و در قطعۀ نام‌آوران بهشت زهرا به خاک سپرده شد.

## ترجمه‌ها
از جمله ترجمه‌های معروف وی می‌توان به کتاب‌های زیر اشاره کرد:
- دکتر ژیواگو اثر (بوریس پاسترناک)
- جن‌زدگان اثر (فئودور داستایوفسکی)
- زن سی‌ساله اثر (انوره دو بالزاک)
- ناپلئون اثر (استاندال)
- جان آزاد اثر (رومن رولان)
- ژان کریستف اثر (رومن رولان)
- ظلمت در نیمروز اثر (آرتور کستلر)
- بیگانه اثر (آلبر کامو)
- همیشه شوهر اثر (فئودور داستایفسکی)
- هیچ و همه اثر (آرتور کستلر)